# Heteropoda chelata
Heteropoda chelata är en spindelart som först beskrevs av Embrik Strand 1911.  Heteropoda chelata ingår i släktet Heteropoda och familjen jättekrabbspindlar. Utöver nominatformen finns också underarten H. c. vittichelis.